# アイシン
株式会社アイシン（英: AISIN CORPORATION、中: 株式会社爱信）は、愛知県刈谷市に本社を置く、トヨタグループの自動車部品、エネルギー・住生活関連製品の大手メーカー。
2021年4月1日にアイシン精機株式会社と本体よりも売上・経常利益・従業員数が大きくなっていたアイシン・エィ・ダブリュ株式会社が経営統合し、現商号に変更した。2021年現在のコーポレートアイデンティティは「We Touch the Future」。

## 概要
2021年（令和3年）4月1日に自動車部品メーカーのアイシン精機（社名は合併前の「愛知工業」と「新川工業」のそれぞれの漢字での頭文字を抜き取ったものに由来）と、その子会社のアイシン・エィ・ダブリュが経営統合（アイシン精機の「連結子会社に対する簡易合併」）した。アイシン・エイ・ダブリュはアイシン精機とアメリカのボルグワーナーとの合弁会社を源流としている（「エイ・ダブリュ」の商号は創業時の社名である「アイシン・ワーナー」に由来）が、ボルグワーナーとの合弁解消時にボルグワーナーの出資分をトヨタグループが引き受けている。

## 沿革
- 1943年 - 「東海航空工業」を設立直後に「東海飛行機」へ社名変更[2]、航空用エンジンの生産を目指すが陸軍の方針転換により頓挫。
- 1945年 - 「東新航空機」を設立、のちに「新川産業」に社名変更。 「東海飛行機」が「愛知工業」に社名変更。
- 1949年 - 「愛知工業」を新たに設立。
- 1953年 - 「新川産業」が「新川工業」に社名変更。
- 1961年 - 2速半オートマチックトランスミッション生産委託（日本初）。
- 1965年 -  「愛知工業」と兄弟会社である「新川工業」が合併、「アイシン精機」を設立。体質強化、国際競争力強化という目的のもと、「小異を捨て大同につこう」という両社の決断により誕生した。
- 1969年 - アメリカの「ボーグ・ワーナー」と「アイシン精機」の合弁により、オートマチックトランスミッション（AT）の専門メーカーとして「アイシン・ワーナー」を設立。
- 1970年 - 総合的な品質保証を目指して、部品メーカーとしては先駆けとなる、走行テストが可能な専用テストコースを持つ「藤岡試験場」を設立。 自動車部品の輸出拡大と、国際企業としての躍進に備え、ロサンゼルスに初の海外現地法人「アイシンU.S.A」を設立。
- 1972年 - デミング賞受賞。かつお・まぐろ自動一本釣機を開発。
- 1977年 - ものづくりの精神と技能を伝承し、生産職場の核となる人材の育成を目指す企業内訓練校「アイシン高等学園」を設立。小容量FRオーバードライブ付4速オートマチックトランスミッション（世界初）サンルーフ (日本初）
- 1982年 - TQC部門・TPM部門で日本初の四冠達成。PM特別賞の受賞により日本で初めてデミング賞、N賞、PM賞、PM特別賞の四冠を達成。
- 1983年 - 小容量FF電子制御式 4速オートマチックトランスミッション（世界初）
- 1986年 - フランスに初の海外研究法人「IMRA」を設立。グローバルな体制で先端技術の開発を推進。
- 1987年 - 「ボーグ・ワーナー」社との合弁契約終結
- 1988年 - 「アイシン・ワーナー」、「アイシン・エィ・ダブリュ」へと社名変更
- 1991年 - 「アイシン精機」の城山工場で生産していたマニュアルトランスミッション（MT）部門が分離独立し、MT専門メーカーとして「アイシン・エーアイ」を設立。
- 1992年 - ボイスナビゲーションシステム（世界初）
- 1997年 - ISO9001認証取得 本社および技術開発部門6事業部と3海外法人で取得。
- 1998年 - ISO14001認証取得 当社初となった安城工場はベッド関連業界でも初めての認証取得。フェムト秒ファイバーレーザー（世界初）
- 1999年 - 駐車アシストシステム（世界初）
- 2001年 - 世界No.1のブレーキシステムサプライヤーをめざして「アイシン精機」、「デンソー」、「住友電気工業」3社のブレーキ事業を統合して「アドヴィックス」を設立。 パワースライドドアシステム
- 2002年 - 中容量FF6速オートマチックトランスミッション（世界初）
- 2003年 - インテリジェントパーキングアシスト（IPA）（世界初）
- 2004年 - FF用ハイブリッドシステム（部品メーカー世界初）
- 2006年 - FR用ハイブリッドトランスミッション（世界初）高容量FR8速オートマチックトランスミッション（世界初）
- 2007年 - アイシンの仕事のやり方・考え方、働く上で共有すべき価値観や行動規範を示した「アイシンウェイ」を作成、発行。
- 2014年 - MT、ブレーキ、シート、車体事業の再編機能を集約し、リソーセスを最適に配分することで競争力を強化していくことを狙いにトヨタグループ内での事業再編を実施。
- 2015年 - アイシン精機・アイシングループ 創立50周年を迎える。創立50周年を記念し、新グループロゴ、グループ歌を制定。また展示館「コムセンター」をリニューアルオープン。
- 2016年 - 「アイシン精機」と「シロキ工業」が経営統合（完全子会社化）。
- 2017年 - 「アイシン精機」と「アート金属工業」が経営統合（子会社化）。バーチャルカンパニー（VC）制を導入。各社で磨いた専門性を結集し、会社の枠を超えた事業軸で総合力を発揮できる、新たなグループ連携体制をスタート。FR10速オートマチックトランスミッション（世界初）
- 2018年 - 乗り合い送迎サービス「チョイソコ」開始
- 2019年 - 「アイシン・エィ・ダブリュ」と「アイシン・エーアイ」が経営統合。電動化の普及に向けた駆動モジュール開発・販売を目的とし、「アイシン精機」とデンソーが合弁会社「BluE Nexus」を設立。自動運転・車両運動制御のための統合ECUソフトウェア開発を目的とし、「アイシン精機」、「アドヴィックス」、「ジェイテクト」、デンソーの4社で合弁会社「J-QuAD DYNAMICS」を設立。
- 2020年 - グループ全体での持続的な事業価値の最大化に向け、バーチャルカンパニー制を進化させたカンパニー制への移行をスタート。
- 2021年 - 「アイシン精機」と「アイシン・エィ・ダブリュ」が経営統合し「アイシン」となる。
- 2022年 - 男子バスケットボール部「アイシン アレイオンズ」が活動終了。

## 施設

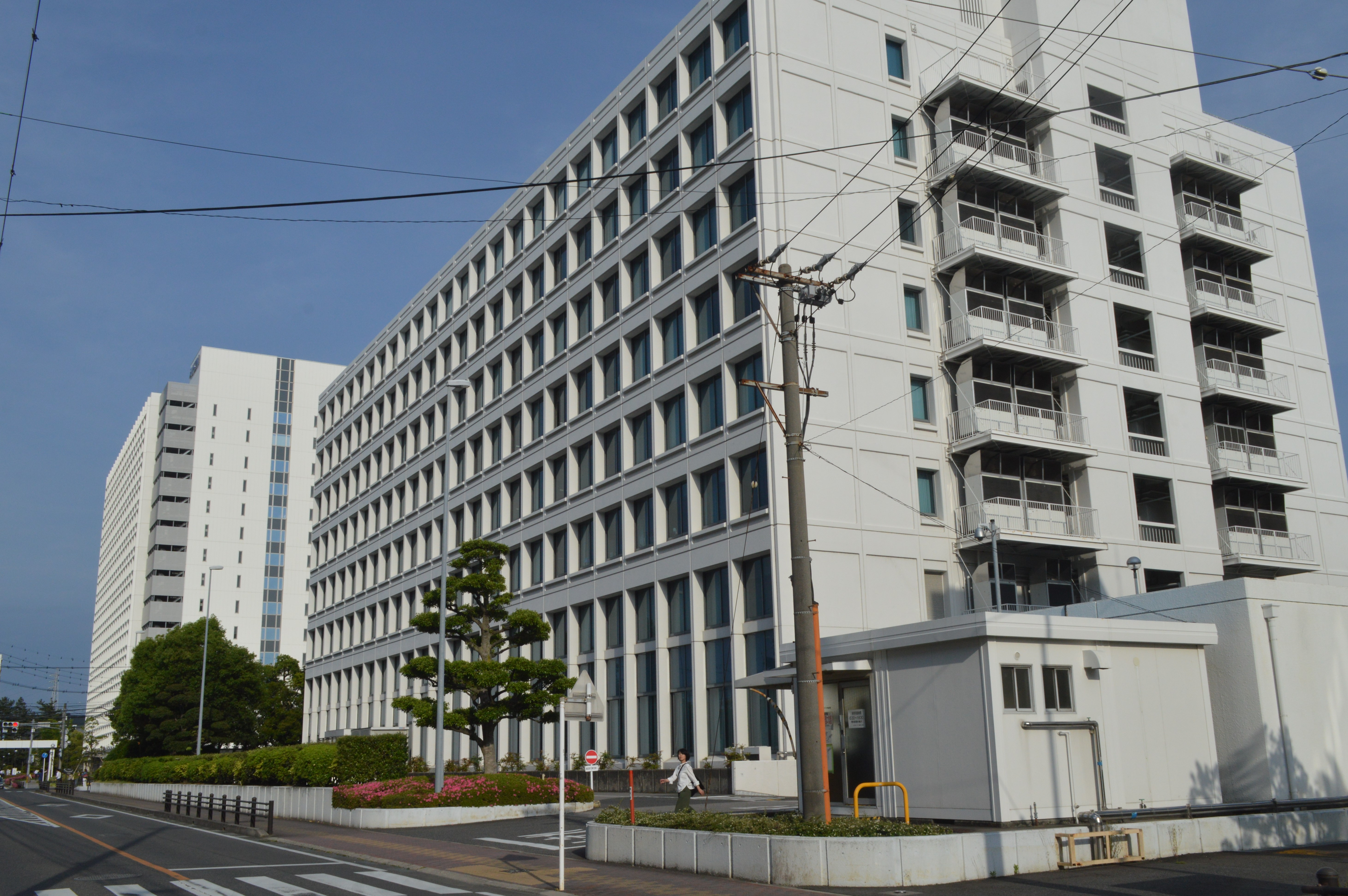
本社（事務本館）

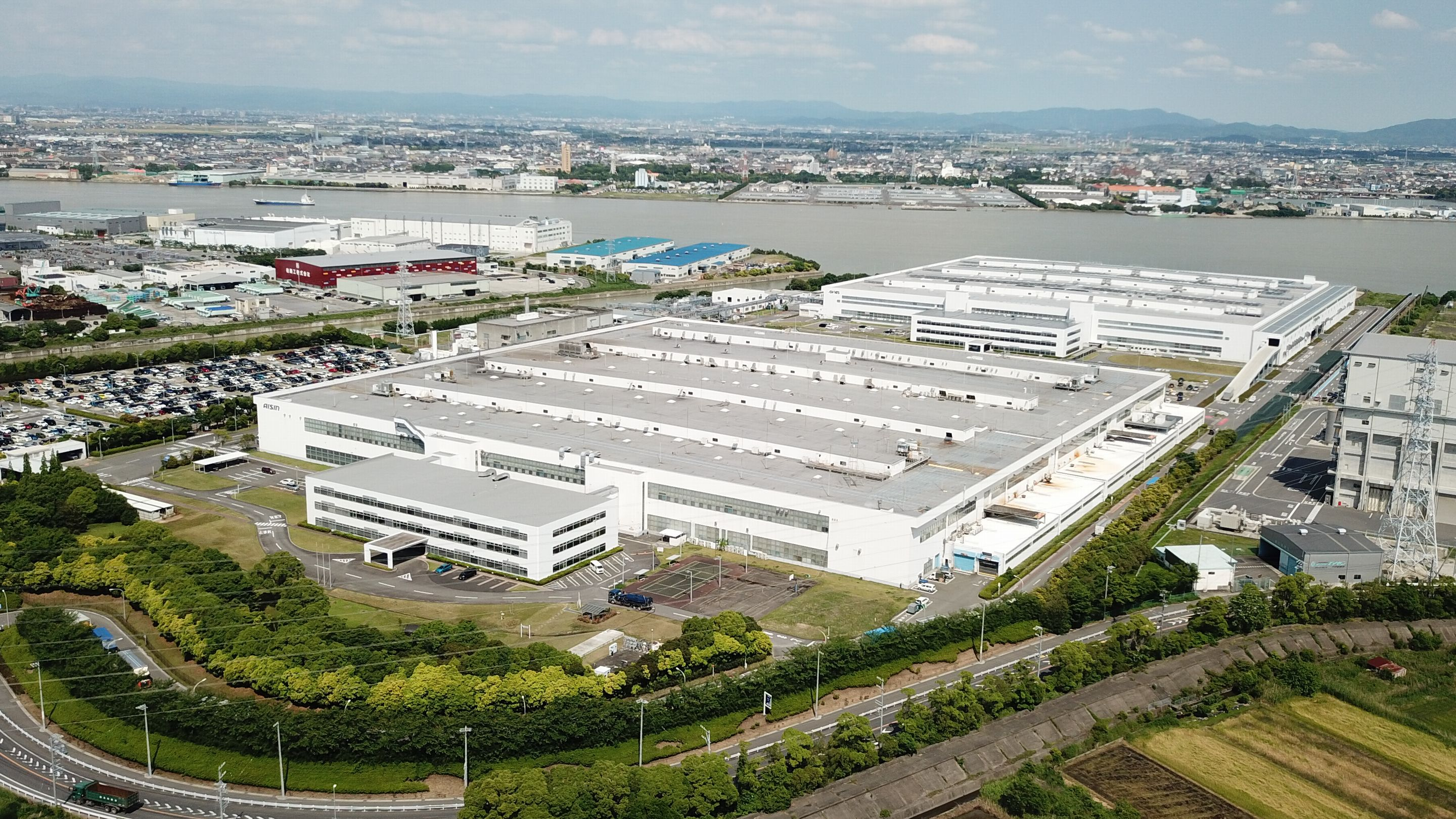
半田工場

- 本社・刈谷工場・試作工場・技術本館・共同館 - 愛知県刈谷市朝日町
- 新川工場 - 愛知県碧南市六軒町
- 新豊工場 - 愛知県豊田市高丘新町
- 安城工場 - 愛知県安城市榎前町
- 西尾ダイカスト工場・西尾機関工場・工機工場 - 愛知県西尾市南中根町
- 小川工場 - 愛知県安城市小川町
- 半田工場・半田電子工場 - 愛知県半田市日東町
- 衣浦工場 - 愛知県碧南市港南町
- 安城第一工場・安城第二工場・安城モーター工場 - 愛知県安城市藤井町
- 岡崎工場・岡崎電子工場 - 愛知県岡崎市岡町
- 岡崎東工場 - 愛知県岡崎市大幡町
- 岡崎池金工場 - 愛知県岡崎市池金町
- 岡崎牧平工場 - 愛知県岡崎市牧平町
- 田原工場 - 愛知県田原市緑が浜
- 蒲郡工場 - 愛知県蒲郡市浜町
- 城山工場 - 愛知県西尾市小島町
- 吉良工場 - 愛知県西尾市吉良町
- 台場開発センター（開発拠点) - 東京都江東区
- 九州開発センター博多ラボ（開発拠点) - 福岡県福岡市博多区
- Tokyo Research Center (TRC) （研究・開発拠点) - 東京都千代田区

## 関連会社

2015年から使用されている創立50周年アイシングループロゴ

### グループ主要会社
- アイシン高丘株式会社（豊田市：鋳鉄製品、スピーカー）
- アイシン化工株式会社（豊田市：摩擦材・接着剤・シーリング材）
- アイシン新和株式会社（入善町）
- アイシン軽金属株式会社（射水市）
- 株式会社アイシン福井（越前市）
- アイシン開発株式会社（刈谷市：建設・建築・宅地建物取引・損害保険代理・生命保険代理）
  - 株式会社エイディーノウビ（刈谷市：都市開発事業・マンション販売）
  - 株式会社エイディーグリーン（豊田市：緑化・土木・エクステリア）
- アイシン機工株式会社（西尾市）
- アイシン辰栄株式会社（碧南市）
- 豊生ブレーキ工業株式会社（豊田市）
- 株式会社アドヴィックス（刈谷市：ブレーキシステム）
- アイシンシロキ株式会社（豊川市、本店は藤沢市）
- アート金属工業株式会社（上田市：ピストン）

### 連結子会社
- アイシン東北
- アイシン九州
- アイシン九州キャスティング
- アイシン北海道
- ASブレーキシステムズ
- 埼玉工業
- 寿技研工業
- 愛知技研
- アイシン・メタルテック
- シンコー精機
- アイシン・エンジニアリング
- アイシン・ソフトウェア
- アイシン・インフォテックス
- イムラ・ジャパン（旧アイシン・コスモス研究所）
- テクノバ
- エフティテクノ
- アイシン・コラボ
- 新三商事
- 光南工業
- 碧南運送
- サンエツ運輸
- 富士興産
- アイシン新和
- コザカイ工業
- エイティーメンテナンス
- エイティーマテリアル
- イナテツ技研
- 福田工業
- エイ・ティー南陽
- エイティーテクノス
- エイティーアグリー
- 高丘工業
- 新和工業
- 平林工業
- エイ・シー工業
- エィ・ダブリュ・サービス
- エィ・ダブリュ・エンジニアリング
- エィ・ダブリュ・メンテナンス
- シーヴイテック
- シーヴイテック北海道
- シーヴイテック九州
- オーキス・ジャパン
- テクノメタル
- となみの工業
- エイディーノウビ
- エイディーサンユートピア
- エイディーグリーン
- エイ・ケイ・ケイ・エム
- エーアイ・マシンテック
- 辰栄メンテナンス
- トーホー化工
- AHブレーキ
- アドヴィックスセールス
- エィ・ダブリュ瑞浪
- アイシン福井・若狭
- アイシン福井・サービス

### 持分法適用会社
- エクセディ
- キャタラー
- 中川工業
- 株式会社日出ハイテック
- BluE Nexus
- J-QuAD DYNAMICS